# Командне чемпіонство світу (WWE)
Командне чемпіонство світу (англ. World Tag Team Championship) — світовий чемпіонський титул з професійного реслінгу серед команд. Створений і використовується американською промоушен-компанією WWE, і застосовується у червоному бренді Raw. Це один з двох чоловічих командних чемпіонських титулів головного ростеру WWE, поряд з нинішнім командним чемпіонством WWE. З травня 2022 року до Реслманії XL обидва титули захищались реслерами разом як Беззаперечне командне чемпіонство WWE, але при цьому зберігають свої індивідуальні історичні лінії. Нинішніми чемпіонами є команда представників Судного Дня Фінна Балора і Джей Ді МакДони, що перемогли Новий День (Кофі Кінгстон й Ксав'є Вудс) у епізоді RAW за 30 червня 2025 року. Це 4-ий чемпіонський рейн Балора, 2-ий для МакДони і 2-ий для цієї команди загалом.

## Історія

Вигляд поясну у 2016–2024 роках.

Чемпіонство було започатковано як Командне Чемпіонство WWE 3 жовтня 2002 року. Курт Енгл та Кріс Бенуа стали першими володарями, вигравши інавгураційний турнір. Спочатку титул був запроваджений для бренду SmackDown як друге чемпіонство для чоловічих команд у промоушені, на додаток до оригінального Командного Чемпіонства Світу (англ. World Tag Team Championship), яке стало ексклюзивним для Raw. Обидва титули були об'єднані у 2009 році і отримали загальну назву «Об'єднане Командне Чемпіонство WWE», офіційно залишаючись історично незалежними, допоки Командне Чемпіонство Світу не було виведене з експлуатації у 2010 році.
В результаті драфту WWE 2016 року чемпіонство став ексклюзивним для Raw з подальшим перейменуванням, а бренд SmackDown створив свій власний аналог. Як Беззаперечне командне чемпіонство WWE, титули Raw та SmackDown одночасно стали першими командними чемпіонствами, які захищалися в головній події флагманського заходу WWE, Реслманія. Це відбулося у головній події першого дня Реслманії 39, 1 квітня 2023 року. 15 квітня 2024 року WWE перейменувало командні титули Raw на Командне чемпіонство світу, а 19 квітня титули синього бренду отримали «стару назву» описаного в статті чемпіонства — Командне чемпіонство WWE.